# Gråkallbanen
| \| \| \| Straßenbahn Trondheim \| \| \| \| \| St. Olavs gate (1924) \| \| \| \| \| Dronningens gate \| \| \| \| \| \| \| \| \| \| Hospitalskirka \| \| \| \| \| Kalvskinnet \| \| \| \| \| Skansen \| \| \| \| \| Ila \| \| \| \| \| Wendedreieck \| \| \| \| \| \| \| \| \| \| Bergsligata \| \| \| \| \| Nyveibakken (1924) \| \| \| \| \| Bygrensen (1924) \| \| \| \| \| Belvedere (1998) \| \| \| \| \| Breidablikk (1924) \| \| \| \| \| Nordre Hoem (1924) \| \| \| \| \| Hoems-Brücke \| \| \| \| \| Søndre Hoem (1958) \| \| \| \| \| Rognheim (1924) \| \| \| \| \| Munkvoll (1924) \| \| \| \| \| Depot \| \| \| \| \| Straßenbahnmuseum Trondheim \| \| \| \| \| Ferstad (1933) \| \| \| \| \| Ugla (1925) \| \| \| \| \| Kyvannet (1933) \| \| \| \| \| Vestmarka (1933) \| \| \| \| \| Herlofsonløypa (1933) \| \| \| \| \| Lian (1933) \| \| |  |                             |                             |
| U-Bahn-Strecke (außer Betrieb) |  | Straßenbahn Trondheim       | Straßenbahn Trondheim       |
| U-Bahn-Strecke von links · U-Bahn-Bahnhof quer · U-Bahn-Abzweig ehemals geradeaus und von rechts |  | St. Olavs gate (1924)       | St. Olavs gate (1924)       |
| U-Bahn-Haltepunkt / Haltestelle · U-Bahn-Strecke |  | Dronningens gate            | Dronningens gate            |
| U-Bahn-Strecke nach links · U-Bahn-Strecke quer · U-Bahn-Abzweig geradeaus und von rechts |  |                             |                             |
| U-Bahn-Haltepunkt / Haltestelle |  | Hospitalskirka              | Hospitalskirka              |
| ehemaliger U-Bahn-Haltepunkt / Haltestelle |  | Kalvskinnet                 | Kalvskinnet                 |
| U-Bahn-Haltepunkt / Haltestelle |  | Skansen                     | Skansen                     |
| U-Bahn-Haltepunkt / Haltestelle |  | Ila                         | Ila                         |
| U-Bahn-Abzweig geradeaus, ehemals nach rechts und ehemals von rechts |  | Wendedreieck                | Wendedreieck                |
| U-Bahn-Strecke von links · U-Bahn-Strecke nach rechts |  |                             |                             |
| U-Bahn-Haltepunkt / Haltestelle |  | Bergsligata                 | Bergsligata                 |
| U-Bahn-Haltepunkt / Haltestelle |  | Nyveibakken (1924)          | Nyveibakken (1924)          |
| U-Bahn-Bahnhof |  | Bygrensen (1924)            | Bygrensen (1924)            |
| U-Bahn-Haltepunkt / Haltestelle |  | Belvedere (1998)            | Belvedere (1998)            |
| U-Bahn-Bahnhof |  | Breidablikk (1924)          | Breidablikk (1924)          |
| U-Bahn-Bahnhof |  | Nordre Hoem (1924)          | Nordre Hoem (1924)          |
| U-Bahn-Brücke |  | Hoems-Brücke                | Hoems-Brücke                |
| U-Bahn-Haltepunkt / Haltestelle |  | Søndre Hoem (1958)          | Søndre Hoem (1958)          |
| U-Bahn-Haltepunkt / Haltestelle |  | Rognheim (1924)             | Rognheim (1924)             |
| U-Bahn-Bahnhof |  | Munkvoll (1924)             | Munkvoll (1924)             |
| U-Bahn-Abzweig geradeaus und nach links · U-Bahn-Betriebs-/Güterbahnhof Streckenende und quer |  | Depot                       | Depot                       |
| U-Bahn-Betriebs-/Güterbahnhof Streckenanfang und quer · U-Bahn-Abzweig geradeaus und nach rechts |  | Straßenbahnmuseum Trondheim | Straßenbahnmuseum Trondheim |
| U-Bahn-Haltepunkt / Haltestelle |  | Ferstad (1933)              | Ferstad (1933)              |
| U-Bahn-Bahnhof |  | Ugla (1925)                 | Ugla (1925)                 |
| U-Bahn-Haltepunkt / Haltestelle |  | Kyvannet (1933)             | Kyvannet (1933)             |
| U-Bahn-Haltepunkt / Haltestelle |  | Vestmarka (1933)            | Vestmarka (1933)            |
| U-Bahn-Haltepunkt / Haltestelle |  | Herlofsonløypa (1933)       | Herlofsonløypa (1933)       |
| U-Bahn-Kopfbahnhof Streckenende |  | Lian (1933)                 | Lian (1933)                 |

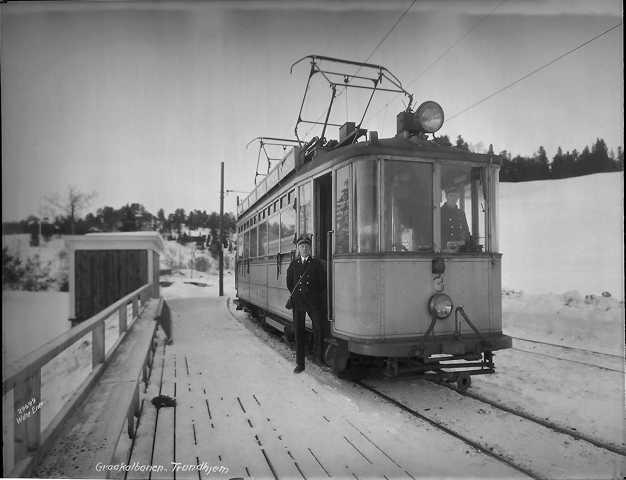
Gråkallbanen 1927

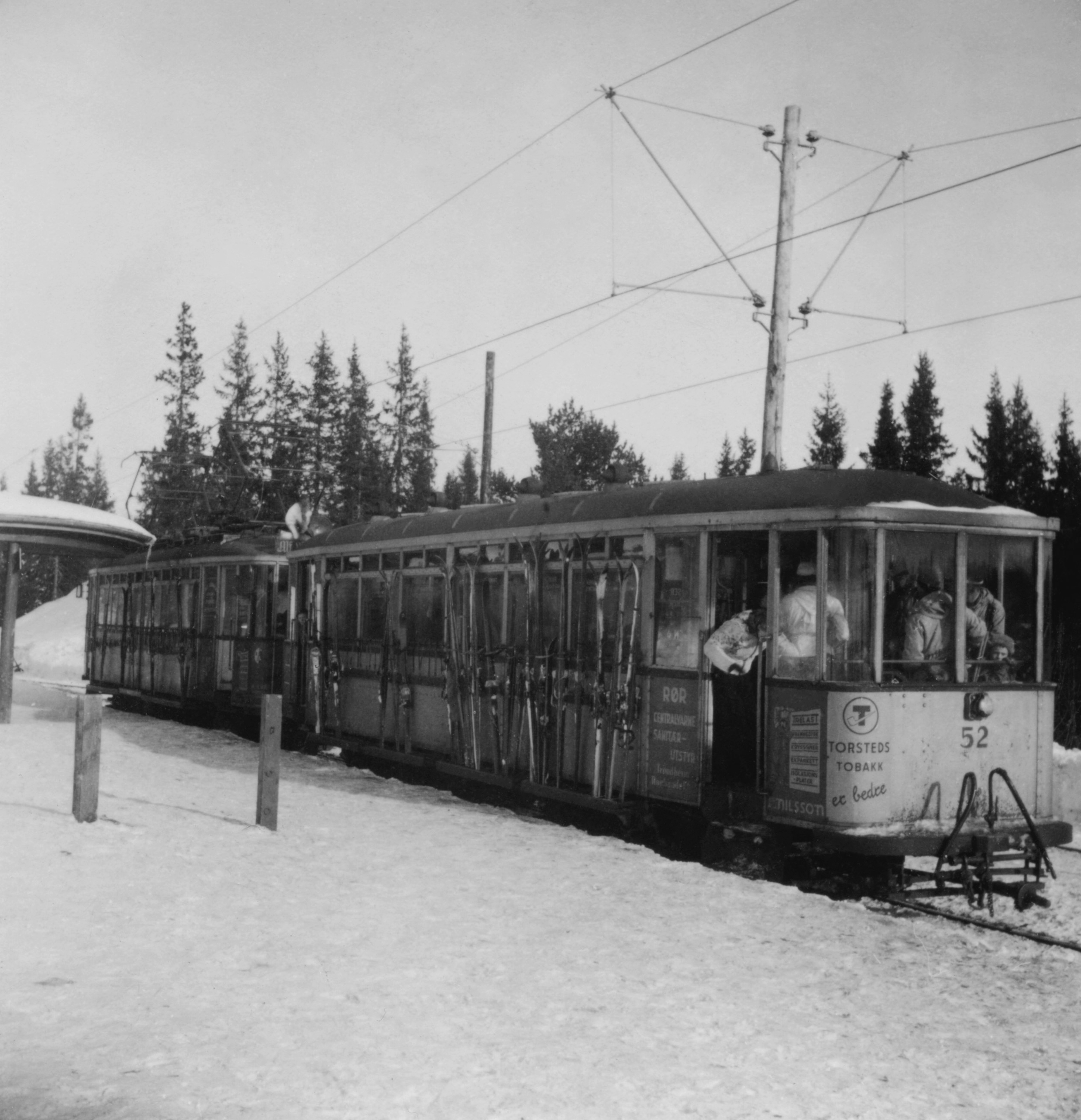
Haltestelle Lian, 1942

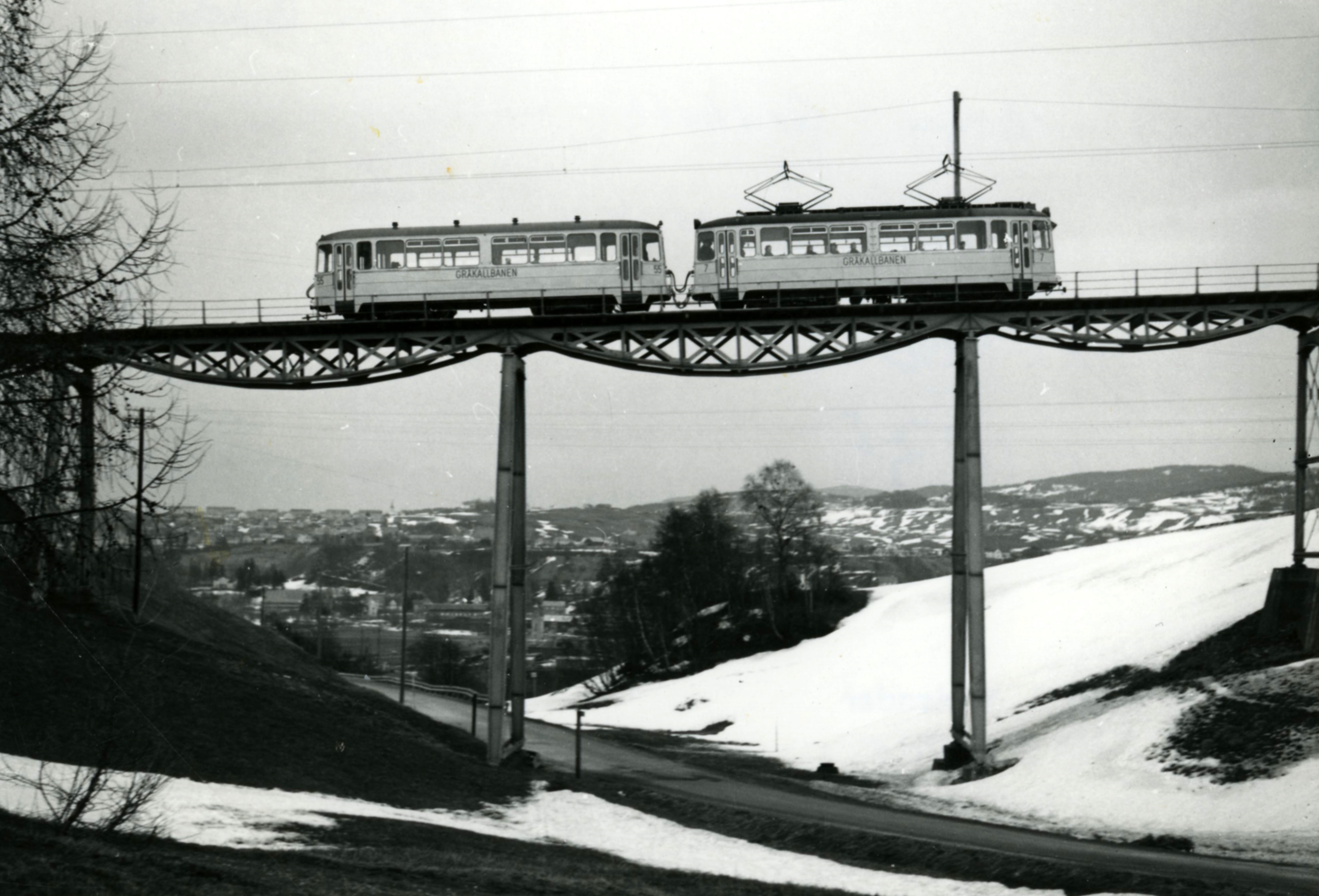
Zug auf der Hoems-Brücke, 1958

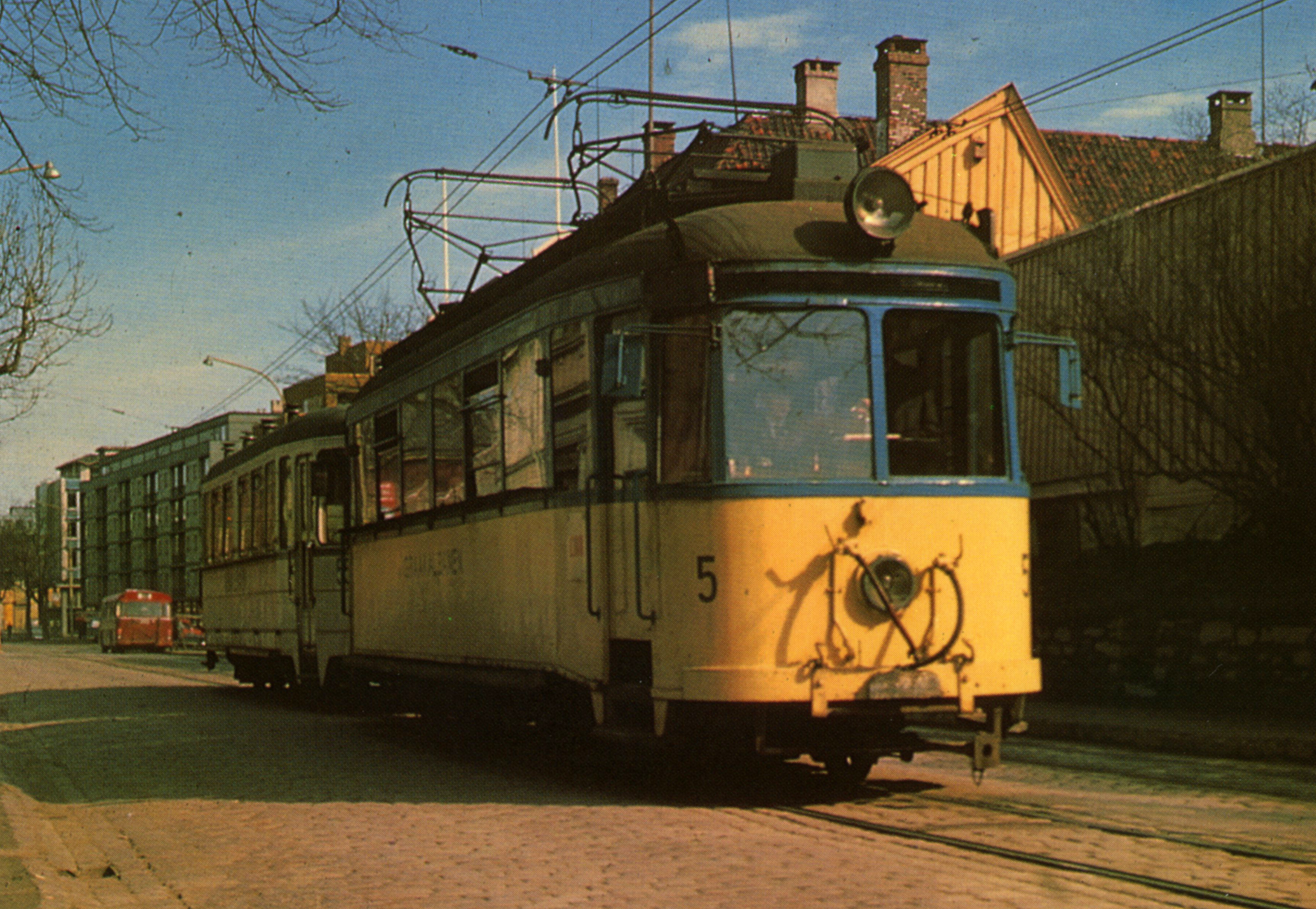
Wagen in der Kongens gate, 1966

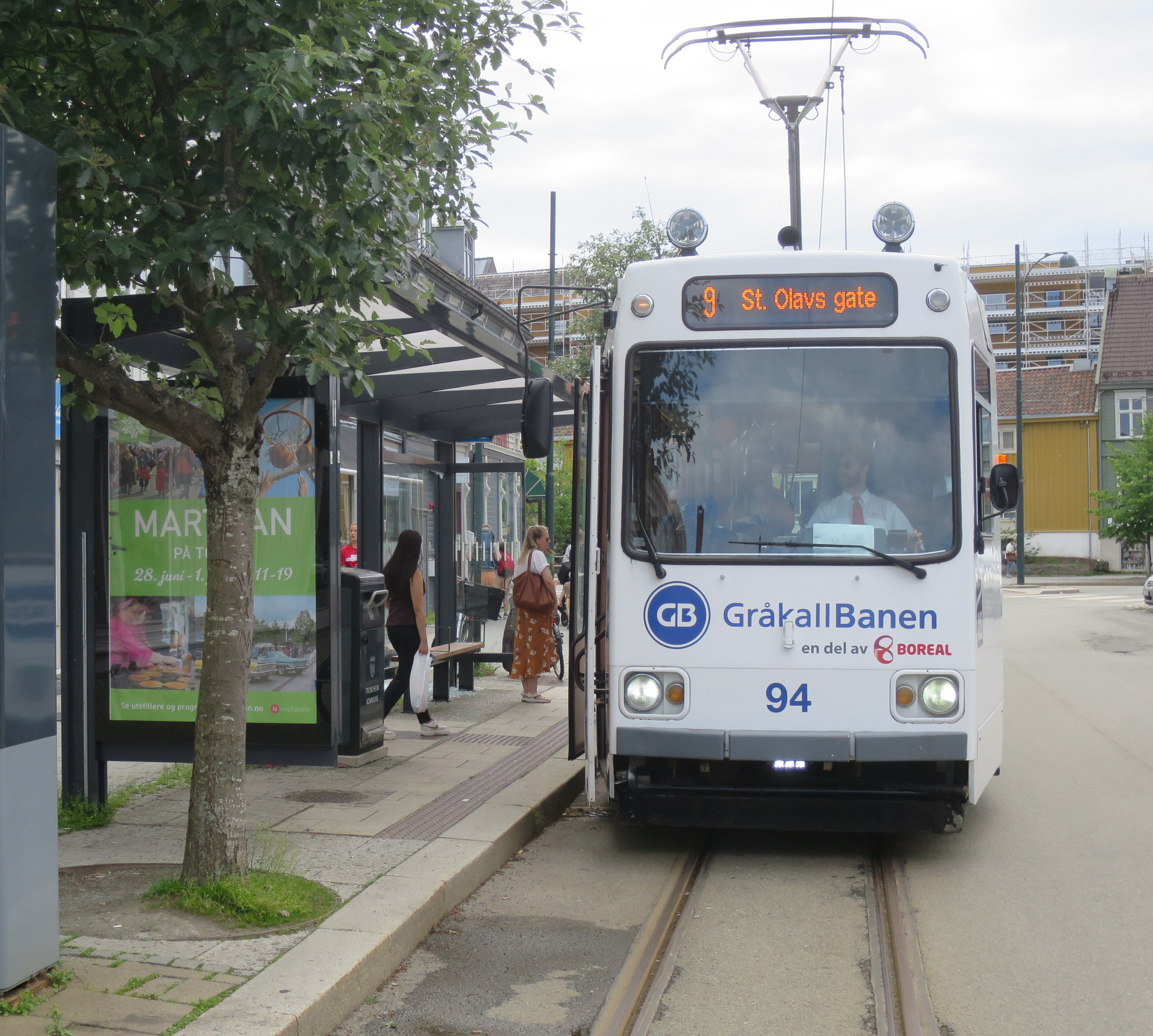
St. Olavs gate, die nördlichste Straßenbahnhaltestelle der Welt (noch etwa 3300 km zum Pol)

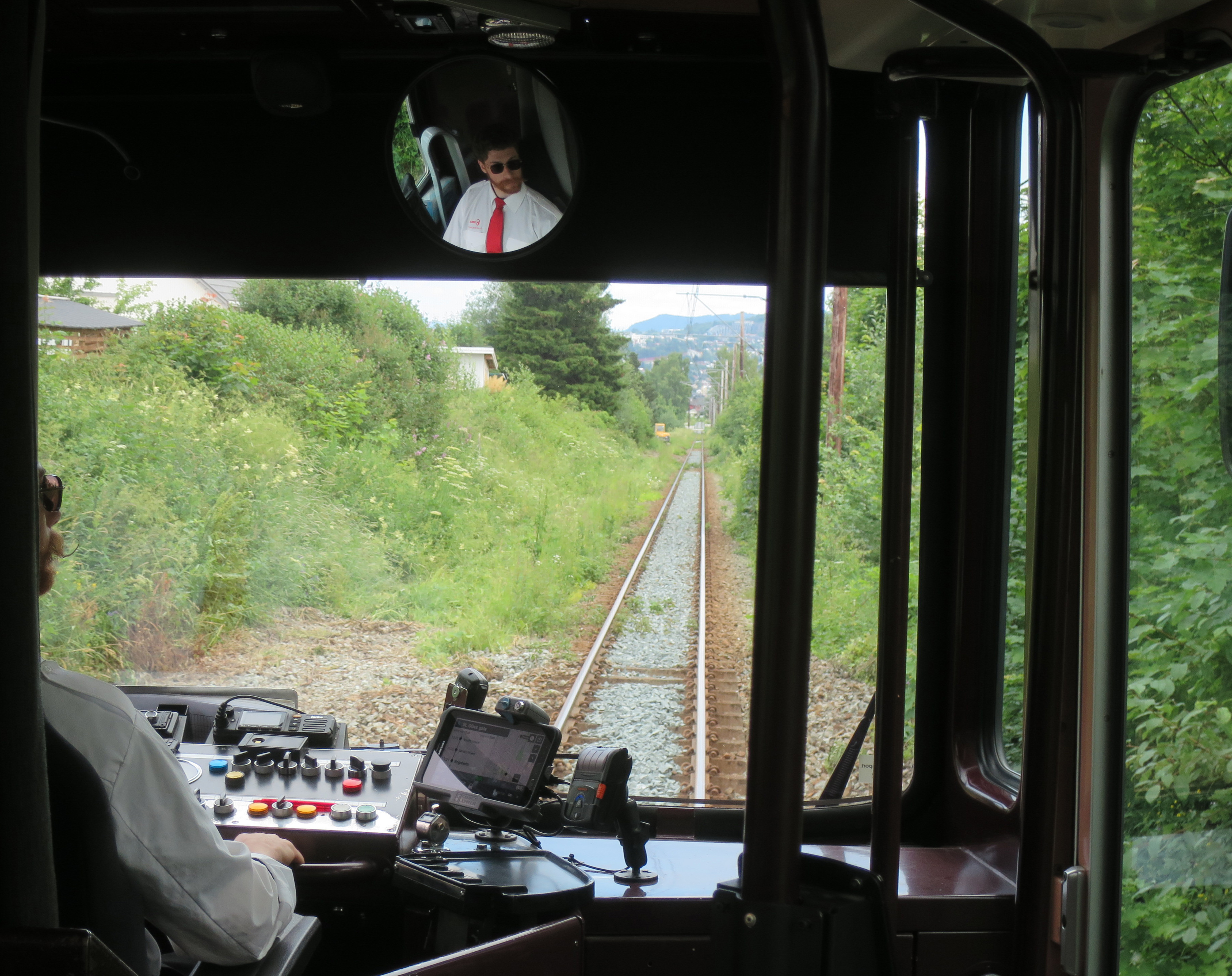
Streckenabschnitt im oberen Bereich

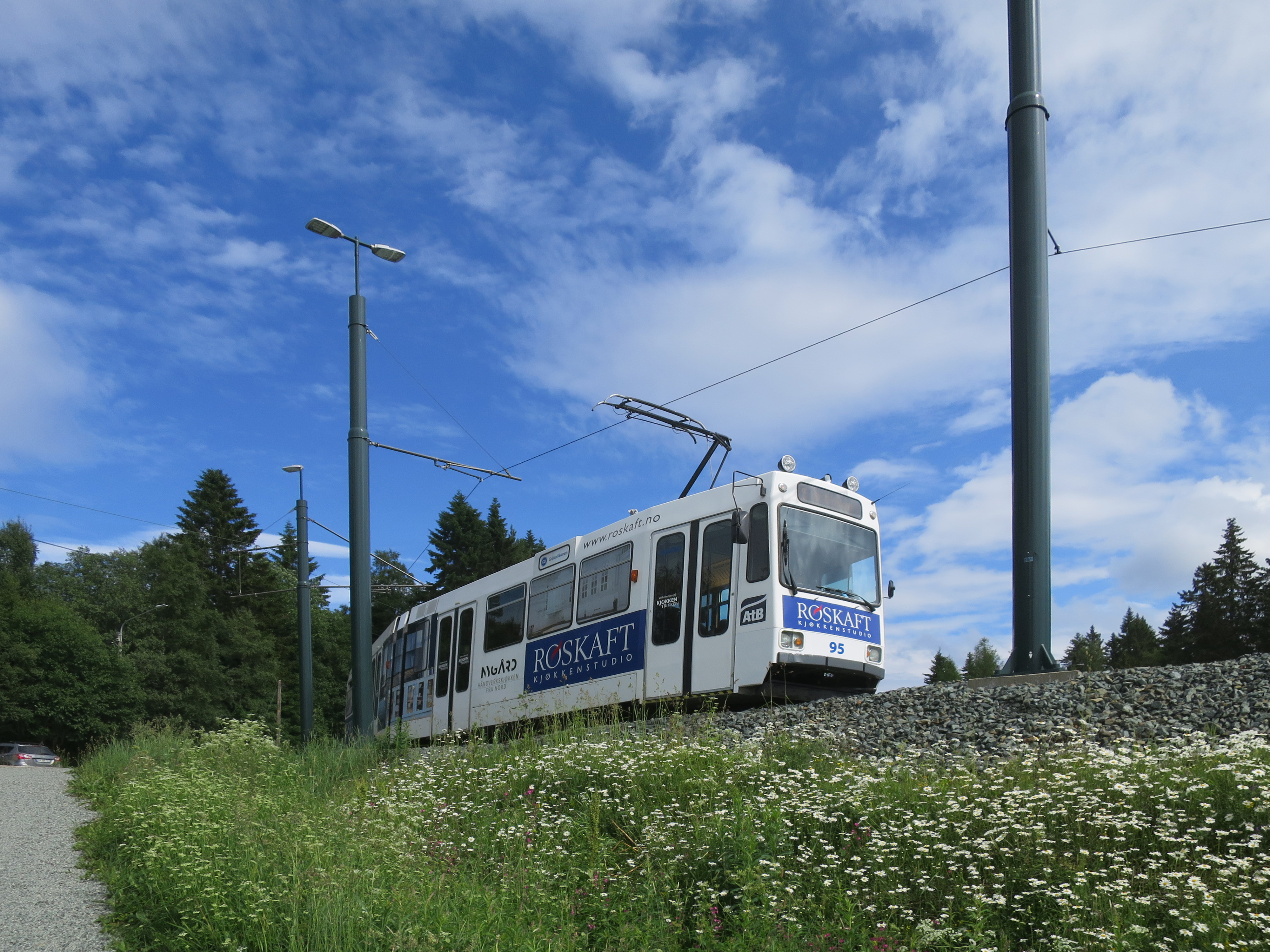
Wendeschleife Lian

Gråkallbanen („die Gråkallbane“ oder „die Gråkallbahn“) ist eine Überlandstraßenbahn, die die Innenstadt von Trondheim mit südwestlich gelegenen Vororten verbindet. Sie ist heute die einzige Straßenbahn, die dort noch verkehrt.

## Geografische Lage
Gråkallbanen ist heute die nördlichste Straßenbahn der Welt, nachdem 2004 die letzte Straßenbahnlinie in Archangelsk außer Betrieb genommen wurde. Die nördlichst gelegene Haltestelle von Gråkallbanen – die innerstädtische Endhaltestelle St. Olavs gate – ist damit wiederum die nördlichste Straßenbahnhaltestelle der Welt.

## Geschichte

### Alte Gråkallbanen
Am 18. Juli 1924 wurden die ersten 5,7 km der Gråkallbane eingleisig eröffnet. Sie ist meterspurig und schloss an die bereits bestehende Straßenbahn Trondheim an. Zwischen ihrer innerstädtischen Endhaltestelle St. Olavs gate und der Endhaltestelle Ilevolden (ab 1925: Ile):9 der Straßenbahn-Linie 1 nutzten beide dieselbe Trasse.:8 Da auf der Gråkallbanen breitere Wagen zum Einsatz kamen, als sie auf der Straßenbahn verkehrten, musste hier der Gleisabstand entsprechend angepasst werden. Die Wagenhalle der Gråkallbanen stand nördlich der ersten Endhaltestelle Munkvoll. Die beherbergt heute das Straßenbahnmuseum Trondheim.
Zweimal wurde die Strecke verlängert: 1925 nach Ugla (1,0 km):9 und 1933 bis Lian. (2,1 km):11 Damit war die auch heute noch bestehende Gesamtlänge von 8,8 km erreicht.
1948 erhielt die Bahn eine Wendeschleife an der innerstädtischen Endhaltestelle St. Olavs gate, das gleiche geschah 1947 am anderen Ende in Lian. 1948 wurde zwischen den Haltestellen Breidablikk und Nordre Hoem ein zweites Gleis in Betrieb genommen und 1953 eine neue Wagenhalle südlich der Strecke in Munkvoll errichtet.:15 1961 wurde bei den Wagenhallen in Munkvoll noch eine weitere Wendeschleife eingebaut.:18
1971 fusionierten Gråkallbanen, die Straßenbahn Trondheim und die Buslinien des Stadtverkehrs Trondheim zur Trondheim Trafikkselskap (TT), die später als Team Trafikk AS firmierte. In der Folge wurde 1973 die Linie 1 der Straßenbahn und die Gråkalbanen zu einer Linie vereinigt, die zunächst als „Linie 5“ zwischen Lian und Voldsminde verkehrte. 1976 wurde sie in „Linie 1“ umbenannt.:22
1980 wurde der Betrieb östlich der Haltestelle Illevollen auf Omnibusbetrieb umgestellt, was aber nach etwas mehr als einem Jahr rückgängig gemacht wurde.:22 Als 1983 die Straßenbahnlinie 2 eingestellt wurde, verblieb die Gråkalbanen als westlicher Streckenast der letzten Trondheimer Straßenbahnlinie, der Linie 1, zunächst weiter in Betrieb,:22 der aber 1988 ebenfalls eingestellt wurde. Für die ehemalige Gråkalbanen wurde ein Museumsbetrieb erwogen. Alle zu erhaltenden Straßenbahnen wurden im Depot Munkvoll untergestellt und bis Ende 1988 gab es noch Sonderfahrten über die Gråkalbanen. Dann endete auch das.:25

### Neue Gråkallbanen
Die Entscheidung der politisch Verantwortlichen, den Straßenbahnbetrieb in Trondheim einzustellen, stieß auf erheblichen Widerstand aus der Bevölkerung. Eine Gruppe von Straßenbahnfreunden, Gråkallbanens venner, gründete am 14. Oktober 1989 ein Unternehmen, die AS Gråkallbanen, eine Aktiengesellschaft. Sie mobilisierte viele Ehrenamtliche und der Stadtrat beschloss, ihr ab dem 1. Januar 1990 – zunächst für zwei Jahre – den Straßenbahnbetrieb für einen symbolischen Preis zu verpachten. Die Trondheim Trafikkselskap versuchte, das zu verhindern und verkaufte die noch vorhandenen Fahrzeuge am 31. Dezember 1989 an einen Schrotthändler. Der Vertrag wurde aber durch den Stadtrat nicht genehmigt. Vorsichtshalber hatte die AS Gråkalbanen sich schon mit der Stuttgarter Straßenbahnen AG in Verbindung gesetzt, um gegebenenfalls gebrauchte Fahrzeuge zu erwerben. Am 18. August 1990 wurde der Betrieb wieder aufgenommen. Das gelang aber nur, weil der Bezirk Sør-Trøndelag das Projekt finanziell unterstützte.
Die AS Gråkalbanen schaffte es, die Straßenbahn mit einer „Schwarzen Null“ zu betreiben, war aber nicht in der Lage, Kapital für Investitionen bereitzustellen. Im Herbst 2005 beschloss daher eine außerordentliche Hauptversammlung, das Unternehmen an die französische Verkehrsgruppe Connex, seit 2005: Veolia Transport, zu verkaufen. Am 1. Juli 2008 änderte das Unternehmen seinen Namen von AS Gråkallbanen in Veolia Transport Bane AS. Innerhalb von Veolia Transport ist der Betrieb seit 2011 an Boreal Transport übertragen. „Gråkallbanen“ blieb bei all diesen Eigentümerwechseln und Namensänderungen als Marke immer erhalten.
Boreal betreibt Gråkallbanen im Auftrag von AtB AS, dem Träger des ÖPNV in Trøndelag. Die Gråkallbane verkehrt innerhalb des Netzes von AtB als Linie 9 in Trondheim. Die Fahrt über die Gesamtstrecke dauert 21 Minuten. Über eine Million Fahrgäste nutzen sie jährlich.

## Projekte
Immer wieder gab es Überlegungen, den Betrieb durch Streckenneubauten zu erweitern, von denen aber bis heute (2023) keines angegangen wurde:
- Im März 2006 legte Gråkallbanen einen Vorschlag vor, die Strecke Richtung Hafen um die neue Haltestelle „Pirterminalen“ zu erweitern. Dazu kam es jedoch nicht.
- Im Sommer 2010 legte die Beratungsfirma Rambøll einen Bericht vor, der zu dem Schluss kam, dass eine Stadtbahn in Trondheim nicht wirtschaftlich sei.[4] Lediglich ein Tunnel nach Valentinlyst sei rentabel.
- Am 19. Mai 2011 gab der Stadtrat eine neue Studie in Auftrag, die die Chancen für eine neue Stadtbahn durch einen solchen Tunnel und weiter nach Brundalen / Dragvoll und die Anpassung der bestehenden Infrastruktur untersuchen sollte.[5] Die Studie sollte am 16. März 2012 vorgelegt werden.[6]
- 2017 wurde ein neuer Verkehrsplan für Trondheim vorgestellt, der auch eine Straßenbahn bis Saupstad empfahl.[7]

Bis 2029 sollen die Strecke modernisiert, eine Wagenhalle und die Werkstatt neu gebaut und die Fahrzeuge ersetzt werden.

## Infrastruktur

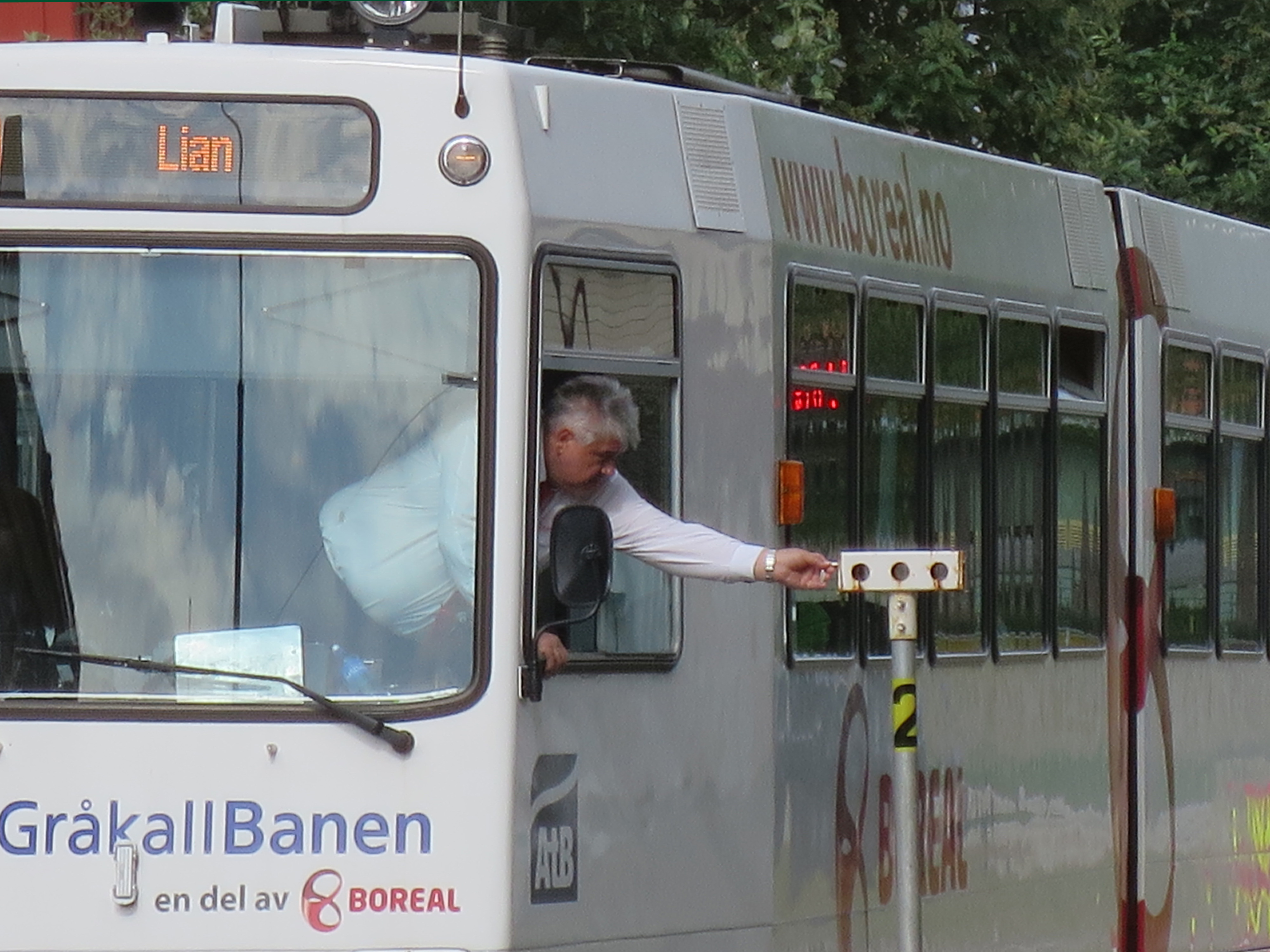
Zugsicherung bei Ausfall des automatischen Streckenblocks: Der Fahrer entnimmt dem Kasten die Marke, die ihm die Einfahrt in die vor ihm liegende Strecke erlaubt.

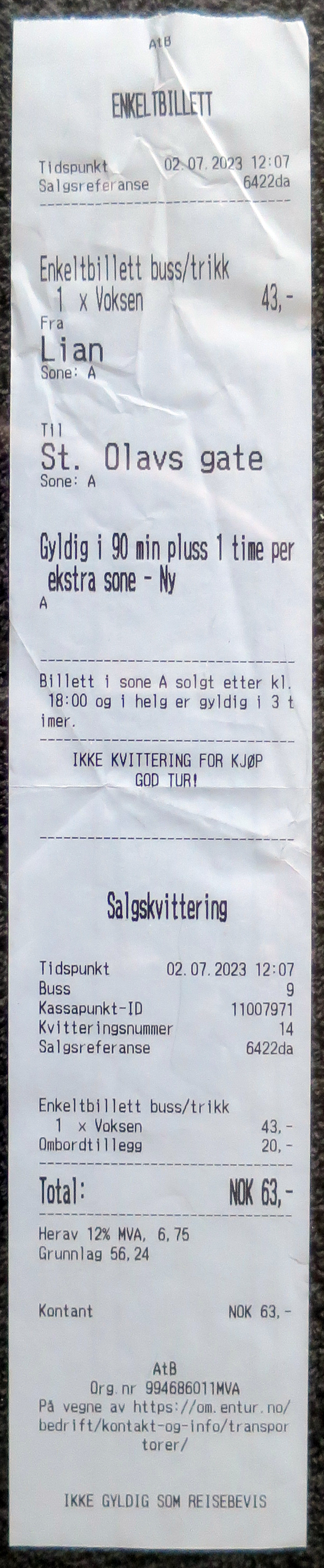
Fahrschein

Gråkallbanen betreibt eine überwiegend eingleisige, 8,8 km lange meterspurige Strecke mit 21 Haltestellen. Zweigleisige Abschnitte bestehen zwischen der städtischen Endstation St. Olavs gate und der Bergsligate, zwischen Breidablikk und Nordre Hoem sowie im Bereich von Munkvoll. Ausweichen für Zugkreuzungen bestehen darüber hinaus in Ugla und Bygrensen. Beide Streckenenden münden in Wendeschleifen. Mit Gleisverbindung angeschlossen ist in Munkvoll das Straßenbahnmuseum Trondheim. In Munkvoll befindet sich auch die Werkstatt.:26Als Bahnstrom verwendet Gråkallbanen Gleichstrom mit einer Spannung von 600 V.
Die Zugsicherung erfolgt auf der eingleisigen Strecke durch Streckenblock und Lichtsignale. Wenn die in besonderen Situationen nicht angewandt werden können, etwa bei Baustellen, wird auf die historische Zugsicherung der Strecke zurückgegriffen, das Fahren mit Marken. Dabei darf immer nur der Triebfahrzeugführer einen Streckenabschnitt befahren, der im Besitz der Marke ist, die die Einfahrt in den entsprechenden Abschnitt gestattet.

## Fahrzeuge
Zum Einsatz kommen sechsachsige, als GT6 bezeichnete Gelenktriebwagen von LHB nach dem Vorbild der ab 1981 für die Straßenbahn Braunschweig beschafften Stadtbahnwagen Typ Braunschweig. Die 1984 gelieferten Fahrzeuge sind Einrichtungsfahrzeuge. Im Rahmen der Modernisierung der Strecke ist der Ersatz durch acht Neufahrzeuge vorgesehen.